# Tezaurul de Guarrazar

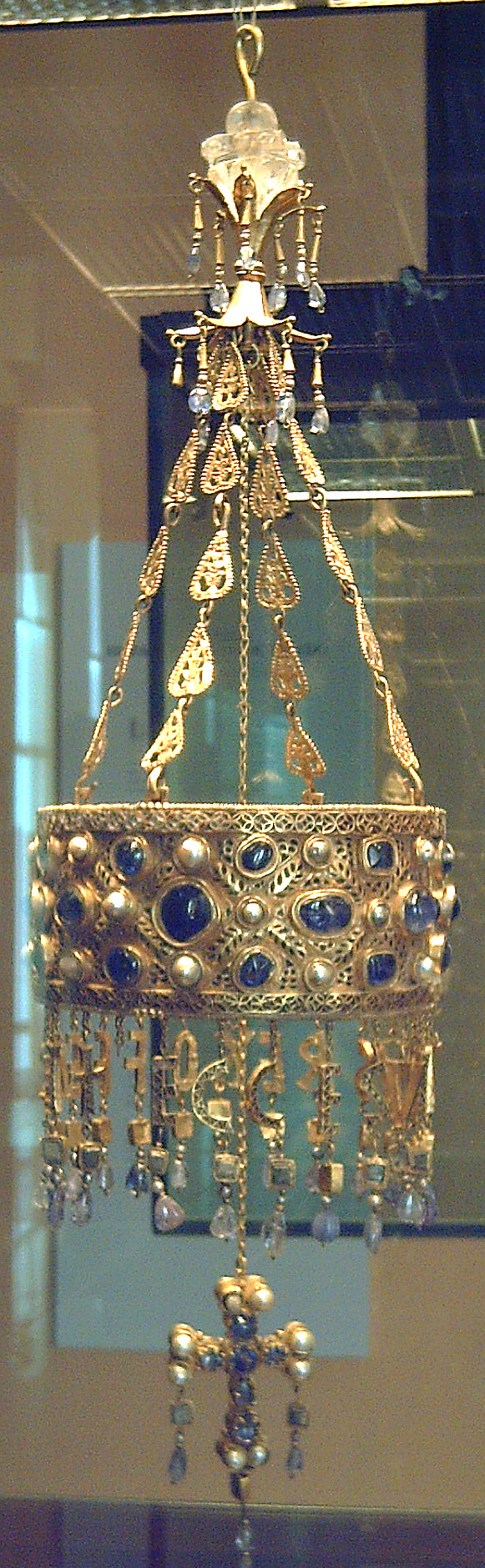
Coroana Recesvinto.

Tezaurul arheologic compus din coroane și cruci pe care regii vizigoți stabiliți în Spania le-au oferit bisericii. A fost găsit între anii 1858 și 1861 în situl arheologic numit grădina de Guarrazar, situat lângă localitatea toledană Guadamur, foarte aproape de Toledo. Tezaurul este împărțit între Muzeul Cluny din Paris, Palatul Regal din Madrid și Muzeul Arheologic Național din Spania.

## Piesele
Între toate piesele găsite, cele mai valoroase sunt coroanele regilor vizigoți Recesvinto y Suintila (ultima a fost furată în 1921 și nu a mai fost recuperată). Ambele sunt încrustate cu safire, perle și alte pietre prețioase. De asemenea au mai fost găsite și alte coroane mai puțin valoroase și mai mici. Au existat și centuri (astăzi dispărute). Toate aceste bijuterii găsite în Guarrazar provin din ateliere iberice de prelucrare a metalelor prețioase, cu tradiții preistorice și relaționate cu epoca vizigotă și a artei bizantine. Foloseau tehnica pietrelor încrustate, care a fost foarte îndrăgită de popoarele barbare. Literele de pe coroane sunt executate cu alveole de aur. Ornamentele în relief de pe cruci sunt de tip germanic, dar forma coroanelor este în totalitate bizantină. Coroanele tezaurului erau o ofrandă religioasă și niciodată nu au fost purtate de monarhi.
Bijuteriile bizantine, potrivit istoricilor, erau foarte numeroase în acea epocă. Un istoric arab povestește că, după cucerirea orașului Toledo de către musulmani, au găsit în catedrală mai multe coroane donate de către regii vizigoți. Multe dintre ele au fost topite pentru a extrage materialul valoros. Se stie că bijuteriile din biserica din Toledo și cele ale tezaurului regal au fost motiv de dispută între cuceritorii musulmani. O parte dintre aceste coaroane sigur au fost ascunse de către clerul vizigot.

## Istoria descoperirii tezaurului

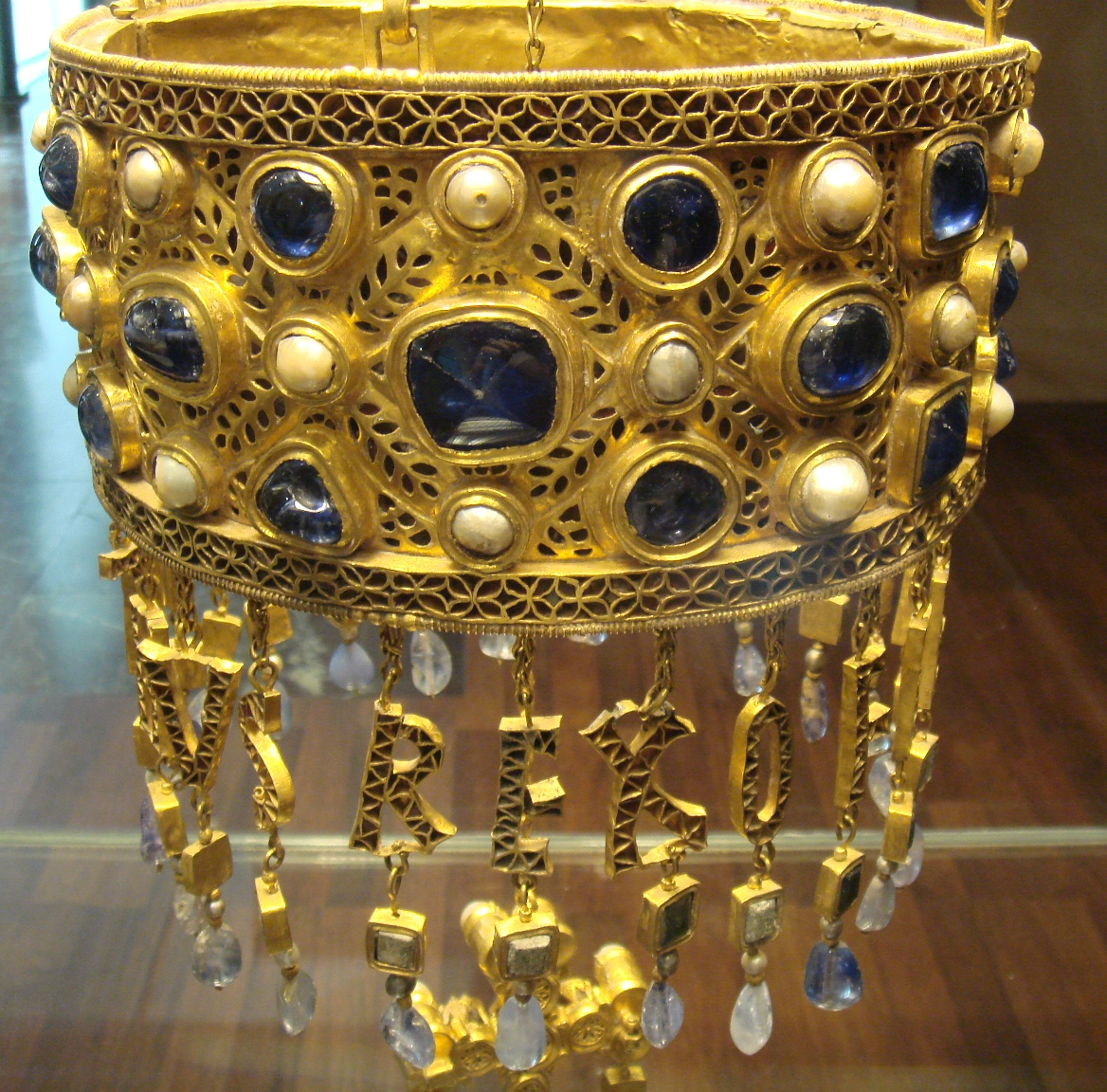
Detalii ale coroanei Recesvinto

O parte din tezaur a fost găsită din întâmplare. În anul 1858 o ploaie torențială, care a erodat terenul unde era biserica mănăstire Santa María de Sorbaces, a scos la lumină o cutie, alături de mormântul unui presbiter numit Crispinus. Persoanele care au găsit primele piese au topit jumătate din ele la topitoria de argint din orașul Toledo. Piesele din cealaltă jumătate au fost cumpărate de un militar francez, care le-a dus la Paris, unde le-a vândut muzeului Cluny. Descoperitorii au continuat să excaveze și au găsit un o serie de coroane și cruci, care au fost vândute reginei Isabel II.
Coroanele regilor Suintila și Recesvinto care au ajuns la Muzeul Cluny au fost restaurate în Paris, schimbându-se mult aspectul original. Guvernul spaniol a reușit să recupereze cele două coroane, dar în anul 1927, într-o noapte a fost sustrasă coroana regelui Suintila, și niciodată nu a mai fost recuperată.